# Oumar Ly
Pour les articles homonymes, voir Ly.
Oumar Ly est un photographe sénégalais, né vers 1943 près de Podor, au bord du fleuve Sénégal dans le nord du pays – mort le 29 février 2016. Avec plus de 5 000 clichés – principalement des portraits et des photos de groupe en noir et blanc, mais également des instantanés en extérieur et des reportages –, il témoigne de la vie quotidienne et de ses mutations dans la région historique du Fouta-Toro, qu'il a longuement sillonnée pendant 40 ans.

## Biographie
Fils d'un marabout, également commerçant, il fréquente pendant sept ans l'école coranique, une période de sa vie dont il ne garde pas un excellent souvenir. Sa scolarité primaire est écourtée et, à partir de l'âge de 14 ans, il aide ses frères à cultiver le potager et le verger de la famille. Il vend ainsi des légumes aux militaires français installés à Podor – ancien comptoir colonial et escale fluviale aux mains des négociants bordelais –, lorsqu'un jour, près du fort Faidherbe, un inconnu le photographie avec sa salade. Le jeune Oumar découvre alors avec fascination cette nouvelle technique, économise et se procure bientôt dans la boutique Maurel et Prom un petit appareil Kodak d'occasion. Cependant, faute de matériel de développement, il doit envoyer ses pellicules à Saint-Louis par courrier postal.
Après quelques tâtonnements et avec l'aide d'un voisin, Oumar Ly acquiert les rudiments de la photographie. Des studios existaient déjà à Saint-Louis et à Dakar où le jeune homme avait effectué son service militaire et où des pionniers de la photographie tels que Mama Casset étaient déjà très prisés, mais il est le premier à en ouvrir un à Podor en 1963, le Thiofy Studio, situé à l’angle du marché principal et où il exerce toujours son métier. Or, depuis l'indépendance, en 1960, les Sénégalais ont besoin de photos pour leurs cartes d'identité. Ces nouvelles dispositions sont profitables à Oumar Ly qui accompagne les officiels dans les villages de brousse. Avec des boubous et des couvertures tendus à bout de bras par des enfants, il improvise les fonds neutres requis par l'administration. À Podor il enrichit de décors typés ou insolites – une plage bordée de cocotiers, La Mecque, un Boeing 747 – son studio, qui devient bientôt un endroit à la mode où l'on écoute ensemble les derniers microsillons. Les affaires d'Oumar Ly sont alors très prospères.
Cependant, à partir des années 1980, ses activités font les frais de l'arrivée de la couleur – qu'il ne maîtrise pas –, de l'installation des premières cabines Photomaton à Podor, du développement des grands laboratoires dans la capitale et finalement de l'essor des appareils numériques. La région de Podor est en outre touchée par l'exode rural et Oumar Ly traverse alors des années difficiles.
Heureusement, Oumar Ly voit son talent reconnu en mai 2009 lors d'une première exposition organisée à Dakar. Porté par ce premier succès, il expose peu après à Bamako et Lyon. Une exposition à la Biennale de Brighton (Royaume-Uni) est prévue en octobre 2010.

## Portée de l'œuvre
Sur le plan technique et stylistique, c'est un autodidacte. Ne lisant pas et ne voyageant guère, il n'a pu bénéficier avant longtemps des apports de professionnels plus chevronnés. Il travaille avec peu de moyens, un Rolleiflex 6x6 de 1963 à 1972, et plus tard, alternativement, deux appareils 24x36, Canon et Minolta.
Son mode de prise de vue est statique et assez uniforme, dans la tradition des portraitistes africains. Il a recours au recadrage pour éliminer des éléments intrus (par exemple des curieux), mais n'en fait pas un usage systématique. Aujourd'hui, ses négatifs sont tirés sans recadrage, incluant le hors-champ initial. Par exemple, le portrait d'une mère et de son enfant laisse apparaître la tête du père maintenant la couverture qui leur servait de toile de fond. Plus généralement, Oumar Ly ne recherchait pas les effets gratuits, se mettant entièrement au service de son client. Les critiques d'art et commissaires d'exposition Okwui Enwezor et Octavio Zaya ont montré comment les portraits photographiques africains de cette période laissaient passer « une certaine mise en scène valorisante de bien-être social et de richesse ». Paradoxalement, alors que la photographie est censée objectiver la réalité, elle la sublime ici.
Les clichés d'Oumar Ly constituent néanmoins un témoignage unique sur une région et une époque. Les pionniers de la photographie sénégalaise étaient pour la plupart installés à Saint-Louis (Meïssa Gaye) ou à Dakar (Mama Casset), alors que la région du fleuve a surtout été immortalisée par l'iconographie coloniale, comme en témoignent nombre de cartes postales anciennes. L'œuvre d'Oumar Ly se révèle donc une mine d'informations historiques et anthropologiques sur les populations de la vallée du fleuve (Peuls, Maures ou Soninkés). À côté des portraits traditionnels, tel le notable drapé dans son grand boubou, apparaissent des prises de vue déjà en rupture avec cette tradition : danses endiablées, nouvelles tendances vestimentaires (chaussures pointues, minijupes, pantalons à pattes d'éléphant, lunettes de soleil) – une modernité dont il faisait lui-même partie. On a pu ainsi rapprocher le travail d'Oumar Ly de celui du Malien Malick Sidibé qui immortalisa les soirées de jeunes à Bamako pendant les années 1950-1960.

## Expositions
- Oumar Ly photographe à Podor. Chronique des années 60, exposition à la galerie Le Manège de l'Institut français Léopold Sédar Senghor de Dakar, du 9 au 20 mai 2009, dans le cadre des Rendez-vous de la photographie de Dakar 2009
- Oumar Ly : Podor, Rencontres africaines de la photographie à Bamako (Mali), du 7 novembre au 7 décembre 2009
- Oumar Ly, photographies, dans le cadre de la manifestation « Afrique et créations » du Musée africain de Lyon, du 28 mai au 24 juillet 2010